# Hvězda jihu
Hvězda jihu (1884, L'étoile du sud) je dobrodružný román francouzského spisovatele Julesa Verna z jeho cyklu Podivuhodné cesty (Les Voyages extraordinaires). Autorství románu je ale poněkud sporné, neboť původní text, který Jules Verne upravil a vydal pod svým jménem, napsal jiný francouzský spisovatel André Laurie.

## Obsah románu
Kniha vypráví příběh z jihoafrických diamantových polí. V centru děje je „Hvězda jihu“, diamant dosud nevídané velikosti a krásy. Francouzský inženýr Cyprián Méré je přesvědčen, že se mu ho podařilo vyrobit umělým způsobem, který vynalezl. Naplnil totiž kovové pouzdro chemickou směsí vlastní výroby, utěsnil je a dva týdny žhavil v peci. Pak pouzdro vybuchlo a Méré nalezl diamant v roztříštěném pouzdru pod vrstvou jílu. Při slavnostní hostině se ale diamant záhadně ztratí. V podezření je Méréův černý přítel Matakit, který ještě ke všemu prchne do buše. Po dopadení však Matakit prokáže, že diamant neukradl a že prchl pouze ze strachu. „Hvězda jihu“ je nakonec nalezena v žaludku pštrosa, který ji spolkl. Navíc se ukáže, že diamant není umělý, což uklidní majitele afrických diamantových dolů, kteří Cypriána Mérého tajným soudem odsoudili k smrti. Před zavražděním jej zachránilo jen přiznání Matakita, že to byl on, kdo vložil do roztříštěného kovového pouzdra diamant, který nalezl v hlušině z dolu, protože chtěl Mérému udělat radost.
Kromě dobrodružného děje podává román obraz života a práce na diamantových polích v Jižní Africe a zachycuje i divoké, surové a necivilizované mravy, jaké vládly v afrických koloniích a jaké v Africe vládnou mnohdy dodnes.

## Ilustrace
Knihu Hvězda jihu ilustroval Léon Benett.

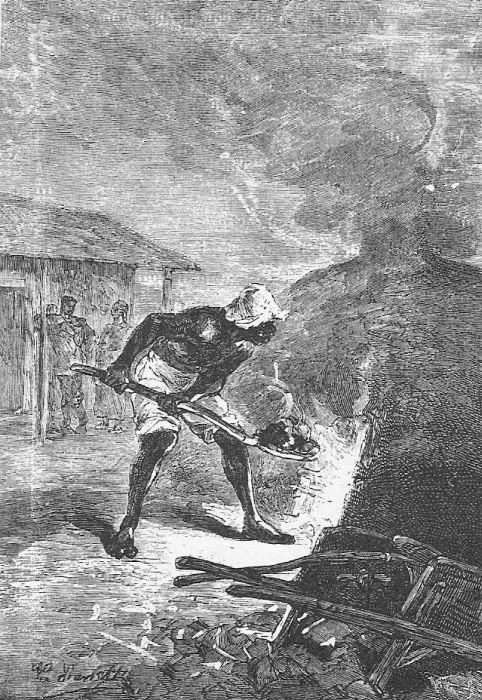
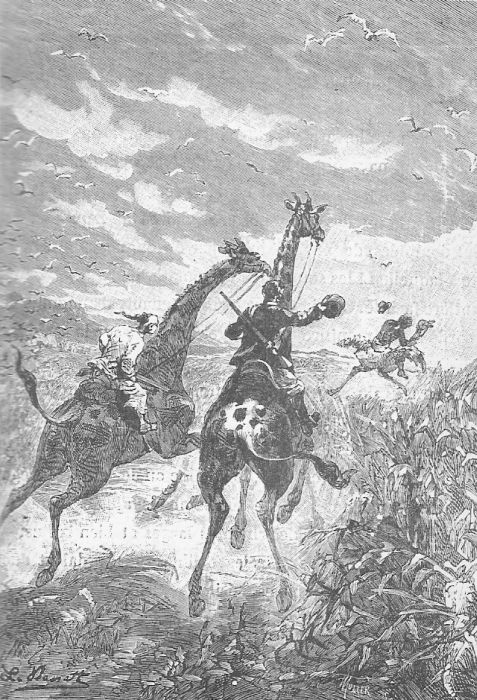
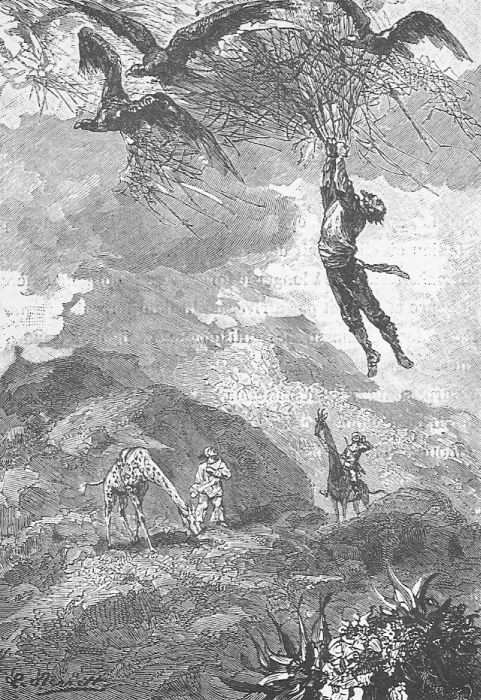
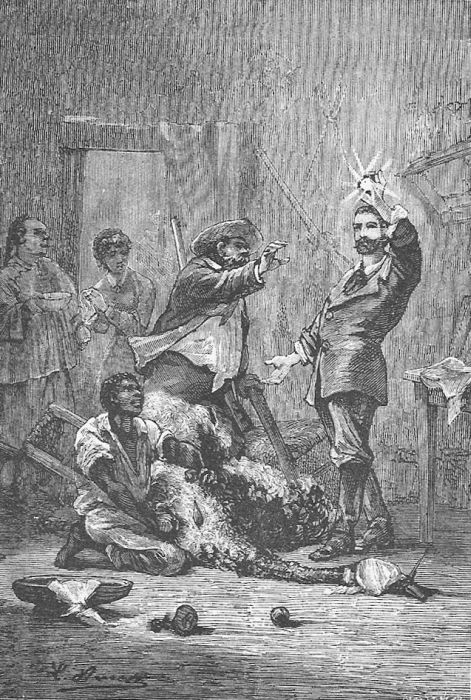

## Filmové adaptace
Podle knihy natočil roku 1969 britský režisér Sidney Hayers film The Southern Star (Jižní hvězda).

## Česká vydání
- Hvězda jihu, Josef R. Vilímek, Praha 1892, přeložil Jaroslav Čermák,
- Hvězda jihu, Bedřich Kočí, Praha 1908, přeložil G. Žďárský,
- Hvězda jihu, Josef R. Vilímek, Praha 1913, přeložil Jaroslav Čermák, znovu 1924 a 1930.
- Hvězda jihu, Josef R. Vilímek, Praha 1913, přeložil Jaroslav Čermák, znovu 1924 a 1930.
- Hvězda jihu, Josef R. Vilímek, Praha 1948, přeložil Zdeněk Hobzík,
- Hvězda jihu, Mladá fronta, Praha 1955, přeložila Eva Bezděková,
- Hvězda jihu, SNDK, Praha 1959, přeložil Stanislav Lyer, znovu 1971.
- Hvězda jihu, Návrat, Brno 1999, přeložil Jaroslav Čermák, znovu 2007.
- Hvězda jihu, Omega, Praha 2016, přeložil Jaroslav Čermák.
- Hvězda jihu, Nakladatelství Josef Vybíral, Žalkovice 2020, přeložil Jaroslav Čermák.